# エルモシージョ
エルモシージョ（スペイン語: Hermosillo）はメキシコの都市。ソノラ州の州都。人口は州内最大であり、政治経済の中心である。州の中央部に位置し、カリフォルニア湾やアメリカ合衆国との国境に比較的近い。

## 気候
ソノラ砂漠の南部に位置しており、乾燥している。農業は灌漑設備がある地域でのみ可能である。夏は暑く最高気温は40℃を超える。冬は暖かいが夜間は2℃近くまで下がることがある。

## 産業
フォード・モーターの現地工場があり、乗用車の製造を行っている。

## 風景

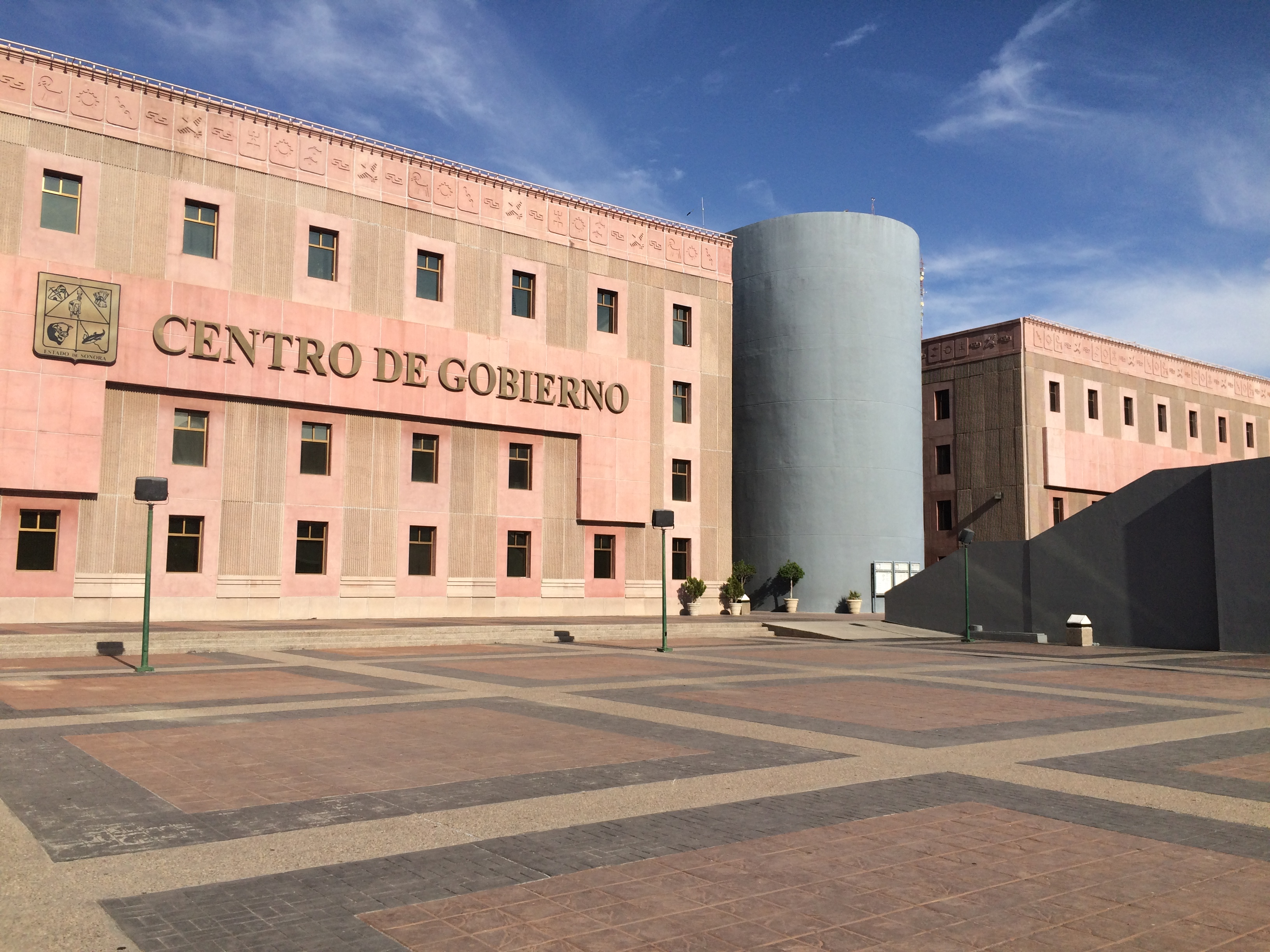
ソノラ州政府庁

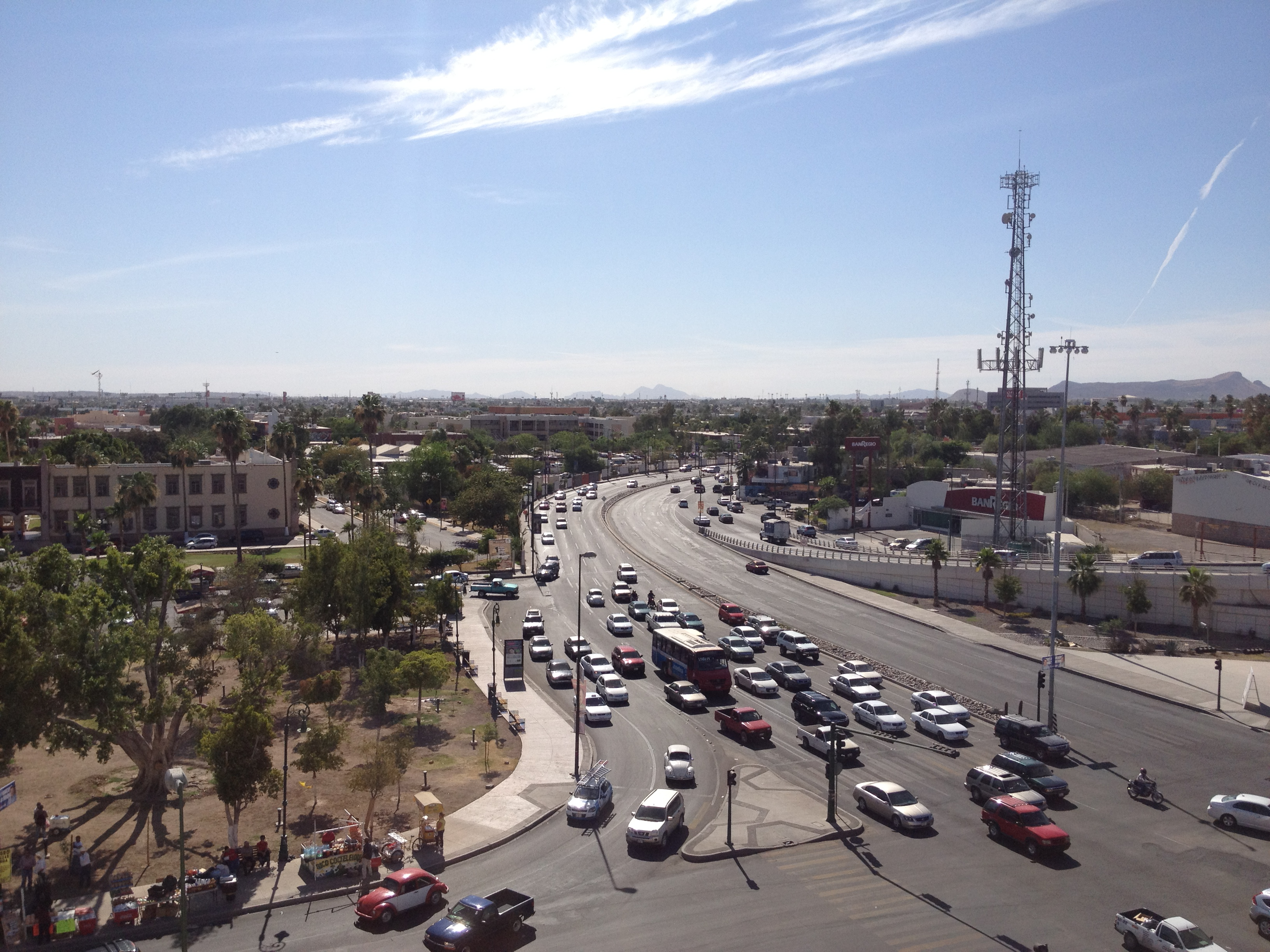
市内の幹線道路

## 交通
エルモシージョ国際空港が市街地の西方にある。

## 姉妹都市
- フェニックス（アメリカ合衆国アリゾナ州）
- アーバイン（アメリカ合衆国カリフォルニア州）